# Somnàmbuls
Somnàmbuls (títol original: Sleepwalkers) és una pel·lícula estatunidenca de terror dirigida per Mick Garris, estrenada l'any 1992. Ha estat doblada al català.

## Argument
Charles Brady i la seva mare Mary són els últims supervivents d'una raça de caçadors nocturns, que no pertany pas al nostre món. Són félids que no poden mantenir-se vius si no és alimentant-se de la força vital d'una jove verge. Capaços des metamorfosar i d'amagar la seva aparença de fera sota un aspecte humà tranquil·litzant, s'instal·len a Travis, petita ciutat tranquil·la d'Indiana, i es posen a caçar. Una única cosa pot els matar: els gats.

## Repartiment
- Brian Krause: Charles Brady
- Mädchen Amick: Tanya Robertson
- Alice Krige: Mary Brady
- Lyman Ward: Mr Don Robertson
- Cindy Pickett: Mme Robertson
- Ron Perlman: Ira Soames
- Jim Haynie: el xèrif Ira
- Dan Martin: Andy Simpson
- Glenn Shadix: Mr Fallows
- Cynthia Garris: Laurie Travis
- Monty Bane: el diputat Horaci
- Bojesse Christopher: Crawford
- Lucy Boryer: Jeanette
- Judette Warren: Carrie

## Acollida
El film va tenir un cert èxit comercial, informant aproximadament 30 milions de dòlars al box-office a Amèrica del Nord per un pressupost de 15 milions.
Ha rebut una acollida critica molt desfavorable, recollint un 17% de critiques positives, amb una nota mitjana de 4,3/10 i sobre la base de 12 critiques recaptades, en el lloc Rotten Tomatoes.

## Al voltant de la pel·lícula
- El guió, escrit per Stephen King, és basa en una de les seves novel·les no publicada.[5]
- El rodatge s'ha desenvolupat a Los Angeles.
- Els actors que fan de pare i mare de Tanya, Cindy Pickett i Lyman Ward, són els mateixos que els que feien de pares de Ferris a la Boja Jornada de Ferris Bueller (1986) i estan realment casats a la vida real.[5]
- Nombrosos cameos recorren el film: l'actor Mark Hamill (el tinent Jennings que entra a la casa al començament del film), els directors John Landis (tècnic de laboratori), Joe Dante (ajudant de laboratori) i Tobe Hooper (un forense), així com els escriptors Stephen King (l'enterrador) i Clive Barker (un forense).[5]
- El cap de muntatge del film, O. Nicholas Brown, fa una petita aparició en el paper de l'oficial Wilbur.

## Banda original
- Sleepwalk, interpretat per Santo & Johnny
- Boadicea, interpretat per Enya
- Do You Love Me, interpretat per The Contorns
- It ('s A Monster), interpretat per Extreme
- The Rodeo Song, compost per Gaye Delorme

## Premis i nominacions
- Premi al millor film, millor director, millor guió i millor actriu (Alice Krige), en el Fantafestival 1992.[6]